# Веселин Вълков
 Тази статия е за актьора.  За офицера вижте Веселин Вълков (офицер).  
Веселин Вълков е български актьор. Участвал в повече от 15 филма.

## Биография
Роден е в село Телиш на 11 февруари 1940 г.
Първият филм, в който участва, е Бой последен, но известност му донасят ролите в „Маргарит и Маргарита“ и „Сезонът на канарчетата“.
Има орден и награда за „Най-добър рецитал на Ботева поезия“.
Повече от две десетилетия работи като актьор, като директор на Окръжния драматичен театър и като режисьор на самодейния колектив в Ботевград. Режисира „Приказка за калпаците“, както ръководи и премиера-бенефис на самодейния драматичен театър при читалище „Христо Ботев“ – Ботевград с представяне на пиесата „Службогонци“ от Иван Вазов, в която изпълнява и една от ролите. Участва в пиеси като „Железният светилник“, „Преспанските камбани“, „Барон Мюнхаузен“, „Женско царство“ и други.
След тежко едномесечно боледуване, Веселин Вълков умира на 76 години в София, сред семейството си.

## Награди и отличия
- II награда за ролята на поп Кръстьо във „Великденско вино“ на Камерен фестивал - Враца, 1981.
- Награда за „Най-добър рецитал на Ботева поезия“.

## Театрални роли
- „Железният светилник“ (Димитър Талев)
- „Преспанските камбани“ (Димитър Талев)
- „Барон Мюнхаузен“
- „Женско царство“
- „Великденско вино“ – поп Кръстьо

## Филмография
| Година    | Филми/Сериали                                 | Роля                                                                |
| --------- | --------------------------------------------- | ------------------------------------------------------------------- |
| 2015-     | Столичани в повече                            |                                                                     |
| 2012      | Седем часа разлика                            |                                                                     |
| 2012      | Кантора Митрани, 12 серии                     | генерал Павлов (в 1 серия : V)                                      |
| 2012-     | Под прикритие                                 |                                                                     |
| 2006      | Бунтът на L.                                  |                                                                     |
| 2003      | Тайната вечеря на Дякона Левски               |                                                                     |
| 1993      | Сезонът на канарчетата                        | бащата на Лили                                                      |
| 1990      | Дефицит                                       | бащата на Елка                                                      |
| 1989      | Маргарит и Маргарита                          | бащата на Маргарит                                                  |
| 1989      | Право на избор                                |                                                                     |
| 1988      | Неизчезващите                                 |                                                                     |
| 1988      | История, която трябваше да се случи, 3 серии  |                                                                     |
| 1986      | Степни хора                                   | Атара                                                               |
| 1984      | В името на народа, 8 серии                    | съкооператор на Петев                                               |
| 1984      | Стената                                       | Келпеден                                                            |
| 1983      | Варницата (тв)                                | Стоил, шофьор                                                       |
| 1982      | Една жена на 33                               | Ачо                                                                 |
| 1988      | Пришествие                                    |                                                                     |
| 1981      | Приятели за вечеря                            | пияницата Гульо, шофьор                                             |
| 1980      | Летало                                        |                                                                     |
| 1980      | Камионът                                      | Щерьо                                                               |
| 1980      | Въздушният човек                              |                                                                     |
| 1980      | Почти любовна история                         | началникът на Павлина                                               |
| 1980      | Юмруци в пръстта                              | Трифон                                                              |
| 1980      | Обущарят чичо Спас магарето и Тошко (8 серии) | Станимир - „Мирчо“, зетят на „Графа (в VI-та серия: „Старият орех“) |
| 1979      | Кръвта остава                                 | Продан                                                              |
| 1979      | Габо                                          | зетят                                                               |
| 1979      | Адаптация (3 серии)                           | Костов                                                              |
| 1979      | Отрова в извора                               | Горанов                                                             |
| 1978      | Компарсита                                    | Атанас Романов                                                      |
| 1977      | Бой последен                                  | докторът                                                            |
| 1977      | Войници на свободата                          | (като В. Вълков в 1 серия: I)                                       |
| 1976      | Апостолите (2 серии)                          | Неджип ага                                                          |
| 1976-1980 | Записки по българските въстания (13 серии)    | Неджип ага (в 2 серии: VIII, IX)                                    |